# Choryně
Choryně är en ort i Tjeckien.   Den ligger i regionen Zlín, i den östra delen av landet, 260 km öster om huvudstaden Prag. Choryně ligger 274 meter över havet och antalet invånare är 687.
Terrängen runt Choryně är kuperad åt sydost, men åt nordväst är den platt. Choryně ligger nere i en dal. Runt Choryně är det ganska tätbefolkat, med 214 invånare per kvadratkilometer. Närmaste större samhälle är Valašské Meziříčí, 5,9 km sydost om Choryně. Omgivningarna runt Choryně är en mosaik av jordbruksmark och naturlig växtlighet.